# The Outhere Brothers
The Outhere Brothers sind ein US-amerikanisches Hip-Hop- bzw. US-Dancefloor-Duo.

## Geschichte
Texter Craig „Malik“ Simpkins und Produzent Lamar „Hula“ Mahone aus Chicago, Illinois, schlossen sich 1987 zusammen und gründeten The Outhere Brothers. Stilistisch waren sie eher europäisch geprägt, so dass ihr Durchbruch in den frühen 1990er Jahren in der europäischen Clubszene stattfand. Mit Fuk U in the Ass hatten sie ihren ersten großen Hit, der in den Niederlanden in einem Werbespot für Englischkurse verwendet wurde und dort in die Singles-Charts kam. 
Mit dem Titel Pass the Toilet Paper hatten sie einen weiteren Hit, der es diesmal in Österreich bis auf Platz 10 der Charts brachte.
Auch durch ihre unverblümten Texte hatten sie so viel reden von sich gemacht, dass ihre nächste Single Don’t Stop (Wiggle Wiggle) noch erfolgreicher wurde. Auf Anhieb landete sie auf Platz eins in Großbritannien. Der Nachfolger Boom Boom Boom konnte nicht nur den Erfolg in Großbritannien wiederholen, auch in Deutschland wurde Platz eins erreicht, europaweit war man in den Top 10 und verkaufte über eine Million Singles. Die beiden Songs waren die einzigen, die in ihrer Heimat USA erfolgreich waren.
Mit der fünften Single La La La Hey Hey, die ebenfalls noch einmal ein europäischer Erfolg wurde, war ihr Debütalbum 1 Polish, 2 Biscuits & a Fish Sandwich (in textlich entschärfter Version wurde es noch einmal als The Party Album herausgebracht) dann ausgereizt. Ein weiterer Song, das Gemeinschaftsprojekt If You Wanna Party mit dem italienischen DJ Molella, war Ende 1995 noch ein moderater Erfolg.
Nach einjähriger Pause erschien 1997 die Single Let Me Hear You Say Ole Ole, die aber enttäuschte und das zweite Album The Other Side wurde sogar zum richtigen Flop. Und ebenso schnell, wie die Outhere Brothers aufgestiegen waren, waren sie auch wieder verschwunden. Malik veröffentlichte 2000 die erfolglose Solosingle You Don’t Know Malik. 2003 und 2004 erschienen zwei Best-of-Alben des Duos, die das Interesse an den beiden Hip-Hoppern aber nicht mehr wiedererwecken konnten.

## Mitglieder
- Craig Simpkins alias Malik (* 31. Juli 1973 in Chicago)
- Lamar Mahone alias Hula (* 12. Juni 1970 in Chicago)

## Diskografie

### Studioalben
| Jahr | Titel                                 | Höchstplatzierung, Gesamtwochen, AuszeichnungChartsChartplatzierungen (Jahr, Titel, Platzierungen, Wochen, Auszeichnungen, Anmerkungen) | Anmerkungen                             |
| Jahr | Titel                                 | UK | Anmerkungen                             |
| ---- | ------------------------------------- | --- | --------------------------------------- |
| 1995 | 1 Polish 2 Biscuits & a Fish Sandwich | UK56 (6 Wo.)UK | Erstveröffentlichung: 30. November 1994 |
| 1995 | Party Album                           | UK46 (6 Wo.)UK | Erstveröffentlichung: 1995              |
| 1998 | The Other Side                        | — | Erstveröffentlichung: 1998              |

### Kompilationen
- 2002: Best of Outhere Brothers
- 2004: Dance History

### Singles
| Jahr | Titel Album                                                 | Höchstplatzierung, Gesamtwochen, AuszeichnungChartplatzierungen (Jahr, Titel, Album, Platzierungen, Wochen, Auszeichnungen, Anmerkungen) | Höchstplatzierung, Gesamtwochen, AuszeichnungChartplatzierungen (Jahr, Titel, Album, Platzierungen, Wochen, Auszeichnungen, Anmerkungen) | Höchstplatzierung, Gesamtwochen, AuszeichnungChartplatzierungen (Jahr, Titel, Album, Platzierungen, Wochen, Auszeichnungen, Anmerkungen) | Höchstplatzierung, Gesamtwochen, AuszeichnungChartplatzierungen (Jahr, Titel, Album, Platzierungen, Wochen, Auszeichnungen, Anmerkungen) | Höchstplatzierung, Gesamtwochen, AuszeichnungChartplatzierungen (Jahr, Titel, Album, Platzierungen, Wochen, Auszeichnungen, Anmerkungen) | Anmerkungen                                                                 |
| Jahr | Titel Album                                                 | DE | AT | CH | UK | US | Anmerkungen                                                                 |
| ---- | ----------------------------------------------------------- | --- | --- | --- | --- | --- | --------------------------------------------------------------------------- |
| 1994 | Pass the Toilet Paper 1 Polish 2 Biscuits & a Fish Sandwich | — | AT10 (13 Wo.)AT | — | — | — | Erstveröffentlichung: 1994                                                  |
| 1994 | Don’t Stop (Wiggle Wiggle) Party Album                      | — | AT28 (1 Wo.)AT | — | UK1 Gold · (26 Wo.)UK | — | Erstveröffentlichung: 1994                                                  |
| 1994 | La La La Hey Hey Party Album                                | DE29 (10 Wo.)DE | AT22 (10 Wo.)AT | — | UK7 (8 Wo.)UK | — | Erstveröffentlichung: 1994                                                  |
| 1995 | Boom Boom Boom Party Album                                  | DE1 (23 Wo.)DE | AT7 (12 Wo.)AT | CH4 (20 Wo.)CH | UK1 Platin · (15 Wo.)UK | US65 (20 Wo.)US | Erstveröffentlichung: 5. Juni 1995                                          |
| 1995 | If You Wanna Party Party Album                              | — | AT19 (12 Wo.)AT | — | UK9 (11 Wo.)UK | — | Erstveröffentlichung: 25. September 1995 Molella feat. The Outhere Brothers |
| 1996 | Olé olé The Other Side                                      | — | AT40 (1 Wo.)AT | — | — | — | Erstveröffentlichung: 1996                                                  |
| 1997 | Let Me Hear You Say ’Ole ’Ole The Other Side                | — | — | — | UK18 (3 Wo.)UK | — | Erstveröffentlichung: 1997                                                  |
| 1998 | Pass the Toilet Paper / Fuk U in the Ass –                  | DE88 (3 Wo.)DE | — | — | — | — | Erstveröffentlichung: 1998                                                  |

Weitere Singles
- 1994: Fuk U in the Ass
- 1994: Un-Released Vol. I (12inch Vinyl)
- 1995: Other Side Limited Edition EP
- 1995: Carnaval Mixen
- 1995: Un-Released Vol. II (12inch Vinyl)
- 1996: Megabrothers
- 1997: La De Da De Da De (We Like to Party)
- 1998: Pass the Toilet Paper ’98
- 1998: Ae-Ah (feat. Gerardo)
- 1998: We Like to Party (Remix)
- 2004: Boom Boom Boom (vs. DJ Sputnik)
- 2008: Shake It
- 2009: Enjoy

## Auszeichnungen für Musikverkäufe
| Goldene Schallplatte - Australien - 1995: für die Single Don’t Stop (Wiggle Wiggle) - Frankreich - 1995: für die Single Boom Boom Boom | Platin-Schallplatte - Australien - 1995: für die Single Boom Boom Boom |

Anmerkung: Auszeichnungen in Ländern aus den Charttabellen bzw. Chartboxen sind in ebendiesen zu finden.
| Land/RegionAuszeichnungen für Musikverkäufe (Land/Region, Auszeichnungen, Verkäufe, Quellen) | Gold     | Platin     | Verkäufe  | Quellen     |
| -------------------------------------------------------------------------------------------- | -------- | ---------- | --------- | ----------- |
| Australien (ARIA)                                                                            | Gold1    | Platin1    | 105.000   | aria.com.au |
| Frankreich (SNEP)                                                                            | Gold1    | —          | 250.000   | infodisc.fr |
| Vereinigtes Königreich (BPI)                                                                 | Gold1    | Platin1    | 1.000.000 | bpi.co.uk   |
| Insgesamt                                                                                    | 3× Gold3 | 2× Platin2 |           |             |